# 작은주머니날개박쥐
작은주머니날개박쥐(Saccopteryx leptura)는 대꼬리박쥐과에 속하는 박쥐의 일종이다. 남아메리카와 중부아메리카에서 발견된다.